# Rutger de Bekker
Rutger de Bekker (Veldhoven, 22 januari 1972) is een Nederlands acteur, cabaretier en componist. Hij speelt in diverse films en series, waaronder New Kids Turbo, De Boskampi’s en Smeris en componeert voor vele artiesten zoals Jochem Myjer en Richard Groenendijk.

## Levensloop
Jeugd
De Bekker groeit op in een muzikaal gezin als jongste van vijf kinderen. Zijn muzikale opleiding begint als trompettist bij de Veldhovense Muziekschool en het Veldhovens Muziekkorps. Vanaf z’n twaalfde drumt hij en hij zingt ook en vormt samen met zijn broer Maarten de band Secret Mission.
Op de middelbare school begint ook de interesse voor toneel en kleinkunst en op het Van Maerlant Lyceum in Eindhoven krijgt hij de kans om zich daarin te ontwikkelen.
Opleiding en loopbaan
De Bekker studeert na de havo aan de Akademie voor Kleinkunst in Amsterdam en richtte daar samen met zijn klasgenoten Diederik Ebbinge en Remko Vrijdag de cabaretgroep De Vliegende Panters op. Van 1995 tot 2008 maken ze vier theaterprogramma’s en twee televisieseries. In 2008 stoppen De Vliegende Panters.
Acteren
Sindsdien is hij als acteur in verschillende theatervoorstellingen te zien zoals in de musicals Hij Gelooft In Mij, Fiddler On The Roof en De Regels van Floor, in films als Alles is Liefde, New Kids Turbo, De Boskampi's, Prooi, Bon Bini-Judeska in da house en Schoolfeest, op tv in Smeris, Fenix en Gooische Vrouwen. In 2021 speelt hij samen met Remko Vrijdag op De Parade de voorstelling The Good and the Ugly.
Componeren/Arrangeren/Produceren
Daarnaast componeert en arrangeert hij veel muziek, onder anderen voor Jochem Myjer, Alex Klaasen, Richard Groenendijk, Paul de Leeuw, Yentl & de Boer, Remko Vrijdag, Chantal & Tina en Simone Kleinsma, de musicals Man van La Mancha en Expeditie Eiland, voor de tv-serie Levenslied, Koningshuis the musical, (Chateau) Promenade en veel songs voor Het Klokhuis.
Rutger werd twee keer genomineerd voor de Annie MG Schmidtprijs: in 2019 voor het lied ‘Waarom mensen zingen’ van en met Alex Klaasen (en zijn Showponies) en in 2021 voor ‘Ik hoop het wel’ van Richard Groenendijk. 
Voor de musical Expeditie Eiland werd hij in 2018 genomineerd voor een Musical Award.
Voor het Klokhuislied ‘Ziekenhuis’ ontving hij samen met Jurrian van Dongen de Willem Wilminkprijs 2021.

## Filmografie

### Film
- 2007: Alles is liefde, als Robert
- 2010: New Kids Turbo, als deurwaarder
- 2011: De bende van Oss, als dokter Geerts
- 2011: Schoolfeest, als Edwin
- 2014: Hoge Nood, als Otto
- 2015: De Boskampi's, als Pierre
- 2015: Jack (a Journey to Fulfillment), als dokter
- 2016: De helleveeg, als dokter bij oma
- 2016: Prooi, als irritante golfer
- 2019: Waar is het grote boek van Sinterklaas?, als medewerker
- 2019: Project Gio, als John
- 2020: Bon Bini: Judeska in da House, als Lodewijk
- 2020: De Slag om de Schelde, als bakker
- 2021: Luizenmoeder, als pianist

### Televisie
- 1995: Baantjer (televisieserie), als stagiaire recherche

- 2001: Daar vliegen panters, als Peter Smulders
- 2001: Top of the Pops NL, als de kassameisjes
- 2011-2013: Levenslied, als pianist Menno
- 2011-2012: Sinterklaasjournaal, als Bootpiet / Zwarte Piet
- 2013: Flarden van Thomas, als Freek
- 2015: Zevenbergen, als vader
- 2016: Danni Lowinski, als Rudolph Pieters
- 2018: Fenix, als Simon Reinders
- 2020: Smeris, als Pierre Oosterling
- 2020: Oogappels, als vader
- 2020: Nieuw Zeer, als verschillende personages
- 2021: Follow de SOA, als ambtenaar
- 2022: Ten minste houdbaar tot, als Frank

## Privé
De Bekker is getrouwd met actrice Clinty Thuijls, met wie hij twee kinderen heeft.